# الاتحاد العربي للقضاء الإداري
الاتحاد العربي للقضاء الإداري هو منظمة إقليمية تضم دولاً عربية في آسيا وأفريقيا وهو منظمة تعنى بمنظومة القضاء الإداري في البلدان العربية، تأسس الاتحاد العربي للقضاء الإداري في عام 2015، والمقر الدائم للاتحاد يقع في القاهرة، عاصمة مصر وقد شهد السيد المستشار أحمد الزند وزير العدل مراسم إنشاء الاتحاد العربي للقضاء الإداري
وقد شهد الرئيس عبد الفتاح السيسي مراسم التوقيع على وثيقة النظام الأساسي للاتحاد العربي للقضاء الإداري
، والتي تضمنت كلمة للمستشار رئيس مجلس الدولة. ويضم الاتحاد العربي لمحاكم القضاء الإداري، الذي ترأسه جمهورية مصر العربية وعقد الرئيس اجتماعاً مع أعضاء المجلس الخاص لمجلس الدولة، هنأهم خلاله على إعادة افتتاح المقر التاريخي للمجلس.وشدد خلال الاجتماع على تقديره لرجال القضاء وما يبذلونه من تضحيات وجهود عظيمة من أجل رفعة الوطن، مشيداً بأداء مختلف المؤسسات القضائية، ومن بينها مجلس الدولة الذي أنُشـئ عام 1946، ودوره الفاعل في الفصل في المنازعات الإدارية بين الأفراد والمؤسسات الحكومية، حيث يضم المحكمة الإدارية العليا ومحاكم القضاء الإداري والمحاكم الإدارية والمحاكم التأديبية بالإضافة إلى هيئة قضايا الدولة.

## التأسيس
تأسس الاتحاد العربي للقضاء الإداري تحت رعاية مجلس الدولة المصري بموجب انعقاد المؤتمر التأسيسي للاتحاد في مصر بتاريخ 12 ديسمبر 2015،
وقد أكد المستشار عادل عزب رئيس مجلس الدولة ورئيس الاتحاد العربي للقضاء الإداري، حرص الاتحاد على توطيد روابط الأخوة والصداقة بين المحاكم الإدارية ومجالس الدولة العربية، وتيسيير سبل تبادل الخبرات وإثراء المعارف القضائية الإدارية تدعيمًا للعمل العربي المشترك.جاء ذلك في الكلمة التي ألقاها المستشار عادل عزب رئيس مجلس الدولة ورئيس الاتحاد العربي للقضاء الإداري في افتتاح الاجتماع السادس للجمعية العامة للاتحاد العربي للقضاء الإداري بحضور رؤساء مجالس الدولة ورؤساء المحاكم الإدارية العليا وممثليهم والوفود المشاركة من الدول الأعضاء في الاتحاد العربي للقضاء الإداري.وأشار رئيس مجلس الدولة، إلى أن الاتحاد يضع نصب أعينه في إطار أهدافه لتدعيم العمل القضائي العربي المشترك، الارتقاء بنشاطه في المرحلة المقبلة والعمل على إنشاء الأكاديمية العربية للقضاء الإداري وكذلك إنشاء فروع لها في الدول الأعضاء بالاتحاد، وتطوير الموقع الإلكتروني للاتحاد، وإنشاء مقر دائم للاتحاد داخل مجلس الدولة بالقاهرة؛ تحقيقًا للأهداف المرجوة من إنشاءه.

## المقر
يقع المقر الرئيسي للاتحاد العربي للقضاء الإداري في العاصمة القاهرة وقد صرح المستشار عادل عزب رئيس مجلس الدولة ورئيس الاتحاد العربي للقضاء الإداري بإنشاء مقر دائم للاتحاد العربي للقضاء الإداري بمجلس الدولة المصري.
وقد أكد المستشار عادل عزب رئيس مجلس الدولة ورئيس الاتحاد العربي للقضاء الإداري، أن الاتحاد يضع نصب أعينه في إطار أهدافه تدعيم العمل القضائي العربي المشترك، ولذلك تم إنشاء مقر دائم للاتحاد داخل مجلس الدولة بالقاهرة؛ تحقيقًا للأهداف المرجوة من إنشائه.

## أهداف الاتحاد
من أبرز أهداف الاتحاد العربي للقضاء الإداري:
- تطوير وتعزيز القضاء الإداري في الدول العربية.[6]
- تعزيز القضاء الإداري في الدول العربية وتحقيق العدالة الإدارية والتقدم القانوني في المنطقة.[6]
- تعزيز هيبة القضاء واحترام أحكامه في كافة الدول العربية.[6]
- تعزيز مبدأ استقلال القضاء وحصانته وقيمته العليا.[6]
- تعزيز التعاون بين جهات القضاء الإداري في الدول العربية.[6]
- توحيد المصطلحات وتبادل الخبرات والمعارف في مجال القضاء الإداري.[6]
- تنظيم المؤتمرات والندوات لمناقشة البحوث والدراسات في مجال القضاء الإداري.[6]
- إنشاء مكتبة قانونية شاملة ومركز تدريب لتوفير التدريب اللازم للقضاة والمشتغلين بالقانون الإداري في الدول العربية.[6]
- تطوير الموقع الإلكتروني للاتحاد ليكون أداة لنشر الثقافة القانونية وتعزيز الوعي القانوني في المجتمعات العربية.[6]

## رئاسة الاتحاد والمكتب التنفيذى
- رئيس الاتحاد العربي للقضاء الإداري هو المستشار عادل فهيم محمد عزب رئيس مجلس الدولة المصري.
- في الاجتماع السادس للجمعية العامة برئاسة المستشار عادل فهيم محمد عزب رئيس مجلس الدولة، وبحضور رؤساء مجالس الدولة ورؤساء المحاكم الإدارية العُليا وممثليهم والوفود المشاركة من الدول الأعضاء فى الاتحاد العربي للقضاء الإدارى.قد تم اتخاذ القرارات التالية [7]
- تنصيب المجلس الأعلى للقضاء بمملكة البحرين رئيسًا للاتحاد لمدة عامين وفقًا لوثيقة النظام الأساسى.
- وبالتالى أصبحت المحكمة الإدارية بالجمهورية التونسية نائبًا لرئيس الاتحاد.

#### كما تم إعادة تشكيل المكتب التنفيذى للاتحاد ليصبح
- دولة البحرين رئيسًا.
- دولة تونس نائبًا.
- دولة مصر عضوًا.
- دولة العراق عضوًا.
- دولة الإمارات عضوًا.

#### كما تم تفويض رئيس مجلس الدولة المصرى فى تنظيم الأمانة العامة للاتحاد
- الموافقة على تعيين أمين عام وأمين عام مساعد للاتحاد.
- الموافقة على مشروع لائحة الأكاديمية العربية للقضاء الإدارى وإنشاء فروع لها فى الدول الأعضاء.
- الموافقة على تطوير ورفع كفاءة الموقع الإلكترونى للاتحاد.
- الموافقة على إنشاء مقر للاتحاد فى مبنى مجلس الدولة بالقاهرة الجديدة.

وذلك فى إطار توجيهات المستشار عادل فهيم محمد عزب رئيس مجلس الدولة بجمهورية مصر العربية بالارتقاء وتطوير أنشطة الاتحاد العربي للقضاء الإدارى وتعظيم دوره خلال الفترة المقبلة ولكى يستطيع الاتحاد تحقيق الأهداف المرجوة من إنشائه.

## الامين العام
المستشار محمد أحمد عبدالوهاب أمينًأ عامًأ للاتحاد العربي للقضاء الإداري وقد اتخذوا رؤساء المحاكم الإدارية العليا هذا القرار خلال فعاليات الاجتماع السادس للجمعية العامة للاتحاد العربي للقضاء الإداري بحضور رؤساء مجالس الدولة ورؤساء المحاكم الإدارية العليا وممثليهم والوفود المشاركة من الدول الأعضاء في الاتحاد العربي للقضاء الإداري.

## الأكاديمية العربية للقضاء الإداري
الجمعية العامة للاتحاد العربي للقضاء الإداري كانت قد ناقشت في جدول أعمالها بعضًا من الموضوعات التي من شأنها الارتقاء بنشاط الاتحاد العربي للقضاء الإداري، ومنها مشروع إنشاء الأكاديمية العربية للقضاء الإداري، وإنشاء فروع لها في الدول الأعضاء

ولذلك تم إنشاء الأكاديمية العربية للقضاء الإداري.
وتتولى الأكاديمية العربية للقضاء الإداري مهمة تدريب القضاة والإرتقاء بقدراتهم ومهارتهم بصفة مستمرة.
وتتولى ممارسة جميع الاختصاصات اللازمة لذلك ويكون لها بوجه الخصوص :
- رسم سياسات تدريب الكوادر القضائية وصقل مهاراتهم القضائية والمعرفية نظريًا وعمليًا.[10]
- إعداد خطط التدريب اللازمة ومتابعة تنفيذها .[10]
- إعداد قاعدة بيانات بالمدربين المعتمدين وتنقيحها بصفة دورية.[10]
- إجراء البحوث والدراسات فى المجال القضائي والقانونى.[10]
- تنظيم زيارات ميدانية إلى العديد من المؤسسات القضائية وغيرها فى الدول الأعضاء.[10]

كما يتسع نطاق عمل الاتحاد لتأهيل وتدريب القضاة الإداريين في الدول الأعضاء.
وايضاً تم إنشاء أكاديمية التدريب لتقديم مجموعة واسعة من البرامج التدريبية المتخصصة في مجال القضاء الإداري.
ولتصبح الاكاديمية مركزًا هامًا للتبادل الثقافي والعلمي بين القضاة.
كما تهدف ايضاً الى تعزيز التفاهم والتعاون بين القضاة وتبادل الخبرات والممارسات.

## المنصة الإلكترونية ومكتبة الاحكام
قد تم إطلاق منصة الاتحاد العربي للقضاء الإداري برئاسة المستشار عادل فهيم عزب، رئيس مجلس الدولة وتعد المنصة الجديدة منصة إلكترونية متكاملة.

وتم تدشين المنصة الإلكترونية ومتكبة الاحكام بتنفيذ سيميكولون ويعد تدشين الموقع الإلكتروني للاتحاد وتطويره وإطلاق المنصة الإلكترونية المتكامله ومكتبة الاحكام نجاحاً كبيراً للامانة العامة للاتحاد العربي للقضاء الإداري حيث تتيح للقضاة في جميع الدول العربية والمهتمين بالقانون على أهم الأحكام الصادرة في الدول الأعضاء من خلال المكتبه الإلكترونية المتكاملة، وتعد المكتبة الإلكترونية للاتحاد العربي فرصة قوية لكسب الخبرات القانونية كما اعلن المستشار عادل عزب رئيس مجلس الدولة المصري. ومكتبة الاحكام الرقمية أحد اكبر المشاريع التكنولوجية في مجال القضاء في الوطن العربي لما تمثلة من قوة ومرجعية حيث انها مرجع قانوني شامل يمكن البحث داخل الاحكام والاطلاع عليها وفقاً للعديد من طرق البحث.

## قائمة الدول الأعضاء الحالية
| رقم | العلم                    | البلد                    | تاريخ الانضمام | العاصمة                                | المساحة (كم²)                        | السكان      | اللغات الرسمية      |
| --- | ------------------------ | ------------------------ | -------------- | -------------------------------------- | ------------------------------------ | ----------- | ------------------- |
| 1.  | الأردن                   | الأردن                   | 2015-12-12     | عمان                                   | 89٬342                               | 10٬998٬531  | العربية             |
| 2.  | الإمارات العربية المتحدة | الإمارات العربية المتحدة | 2015-12-12     | أبو ظبي                                | 83٬600                               | 9٬915٬803   | العربية             |
| 3.  | البحرين                  | البحرين                  | 2015-12-12     | المنامة                                | 785                                  | 1٬540٬558   | العربية             |
| 4.  | الجزائر                  | الجزائر                  | 2024-03-04     | الجزائر                                | 2٬381٬741                            | 44٬178٬884  | العربية، الأمازيغية |
| 5.  | السودان                  | السودان                  | 2016-11-28     | الخرطوم                                | 1٬861٬484                            | 47٬958٬856  | العربية، الإنجليزية |
| 6.  | العراق                   | العراق                   | 2015-12-12     | بغداد                                  | 438٬317                              | 40٬462٬701  | العربية، الكردية    |
| 7.  | الكويت                   | الكويت                   | 2015-12-12     | مدينة الكويت                           | 17٬818                               | 3٬068٬155   | العربية             |
| 8.  | المغرب                   | المغرب                   | 2015-12-12     | الرباط                                 | 710٬850                              | 36٬738٬229  | العربية، الأمازيغية |
| 9.  | اليمن                    | اليمن                    | 2015-12-12     | صنعاء عدن                              | 555٬000                              | 30٬984٬689  | العربية             |
| 10. | تونس                     | تونس                     | 2015-12-12     | تونس                                   | 163٬610                              | 11٬896٬972  | العربية             |
| 11. | دولة فلسطين              | دولة فلسطين              | 2016-11-28     | القدس (المعلنة) رام الله (بحكم الواقع) | 26٬990 (مطالب بها) 6٬220 (مطالب بها) | 4٬997٬349   | العربية             |
| 12. | لبنان                    | لبنان                    | 2015-12-12     | بيروت                                  | 10٬452                               | 5٬296٬814   | العربية             |
| 13. | ليبيا                    | ليبيا                    | 2015-12-12     | طرابلس                                 | 1٬759٬540                            | 7٬137٬931   | العربية             |
| 14. | مصر                      | مصر                      | 2015-12-12     | القاهرة                                | 1٬002٬450                            | 103٬808٬319 | العربية             |
| 15. | موريتانيا                | موريتانيا                | 2015-12-12     | نواكشوط                                | 1٬030٬700                            | 4٬161٬925   | العربية             |

## وصلات خارجية
- الموقع الرسمي للاتحاد العربي للقضاء الإداري